# Sofía Casetta
Sofía Tamara Casetta (* 13. März 2001) ist eine argentinische Leichtathletin, die sich auf den Sprint spezialisiert hat.

## Sportliche Laufbahn
Erste Erfahrungen bei internationalen Meisterschaften sammelte Sofía Casetta im Jahr 2022, als sie bei den U23-Südamerikameisterschaften in Cascavel mit 12,21 s in der Vorrunde im 100-Meter-Lauf ausschied und mit der argentinischen 4-mal-100-Meter-Staffel in 46,39 s den fünften Platz belegte. Im Jahr darauf belegte sie bei den Südamerikameisterschaften in São Paulo in 45,14 s den vierten Platz mit der Staffel.
In den Jahren 2022 und 2023 wurde Casetta argentinische Meisterin in der 4-mal-100-Meter-Staffel.

## Persönliche Bestzeiten
- 100 Meter: 11,97 s (+0,7 m/s), 9. Juni 2023 in Concepción del Uruguay
- 200 Meter: 24,82 s (+0,9 m/s), 11. Juni 2023 in Concepción del Uruguay